# Imielin
Imielin là một thị trấn thuộc huyện Bieruńsko-lędziński, tỉnh Śląskie ở nam Ba Lan. Thị trấn có diện tích 28 km². Đến ngày 1 tháng 1 năm 2011, dân số của thị trấn là 8264 người và mật độ 295 người/km².